# Ravensbourne University London
La Ravensbourne University London (en español, Universidad Ravensbourne de Londres; anteriormente Ravensbourne College of Design and Communication) es una universidad de diseño y medios digitales, con cursos vocacionales en moda, televisión y radiodifusión, diseño de productos interactivos, arquitectura y diseño ambiental, diseño gráfico, animación, imagen en movimiento, producción musical para medios y diseño de sonido.
Se estableció en 1959 mediante la fusión de la Escuela de Arte de Bromley y el Departamento de Diseño de Mobiliario de la Escuela de Arte de Beckenham. Originalmente estaba en Bromley Common y Chislehurst, en el Londres exterior. Se mudó a un campus especialmente diseñado en Londres interior (en Greenwich Peninsula) en septiembre de 2010.

## Historia
La Bromley School of Art abrió sus puertas en 1878 en Tweedy Road, Bromley. Se convirtió en Bromley College of Art después de la Segunda Guerra Mundial. En 1959 se fusionó con el Departamento de Diseño de Mobiliario de la Beckenham School of Art y en 1965 se trasladó a un alojamiento especialmente construido en Rookery Lane, denominado Bromley Common. El sitio originalmente albergaba el Rookery, una casa del siglo XVIII que se quemó durante la ocupación militar en 1946. A medida que la universidad se expandió, no pudo desarrollar más el sitio de Rookery Lane, ya que estaba en el Metropolitan Green Belt. En 1975, la universidad se mudó a un nuevo emplazamiento en 18 acres (7,3 ha) de un parque privado en Walden Road, Chislehurst (51°25′14″N 0°03′13″E / 51.4205, 0.0537). El antiguo sitio de Rookery Lane fue remodelado para el Bromley College of Further & Higher Education.
Ha ofrecido cursos de diseño de nivel superior desde la década de 1960. Fue una de las primeras instituciones en ser aprobadas por el entonces CNAA para convertir los tradicionales programas de Diploma en Arte y Diseño en títulos de honor durante la década de 1970. Tras la desaparición de la CNAA en 1992, Ravensbourne firmó una asociación de validación con Royal College of Art, que aceptó excepcionalmente asumir esta responsabilidad. Esta validación cesó cuando el Royal College of Art se retiró de ofrecer provisión colaborativa. En abril de 2010 acortó su nombre de Ravensbourne College of Design and Communication a Ravensbourne.
Ravensbourne fue reconocida como una universidad afiliada de la Universidad de Sussex en 1996 y fue reconocida de nuevo en 2002. Entre 2009 y 2012, la provisión de pregrado y posgrado de la institución fue validada por la Universidad de la City de Londres. Esta relación se mantuvo hasta mayo de 2012. En junio de 2013, la Universidad de las Artes de Londres se convirtió en socio de validación. En mayo de 2018, Ravensbourne obtuvo el estatus de universidad y ahora puede otorgar sus propios títulos.
En 1985 se incorporó el departamento de Radiodifusión, en sustitución del de Bellas Artes. Durante los siguientes cinco años, la Escuela de Televisión se trasladó al campus de Chislehurst desde su sede de Wharton Road, Bromley. El único legado de la escuela accesible en línea son las referencias a las aplicaciones de planificación a medida que se acercaba su fin. El solar ahora está ocupado por el desarrollo de viviendas "St Timothy's Mews".
La Escuela de Televisión había sido establecida a instancias de las Compañías de Televisión Independientes, por John Lisney para crear una instalación de capacitación común equivalente a las instalaciones ofrecidas por la BBC. Una vieja escuela victoriana se había convertido en una instalación que comprendía dos estudios estándar, difusión con control de red adicional y estudios y aulas de sonido. Era una unidad pequeña que originalmente se había adjuntado a la Facultad de Arte solo con fines administrativos. La mayor parte del equipo fue donado principalmente por la BBC, incluidas las cámaras que se habían utilizado anteriormente para grabar programas como "Los Muppets" y "Auf Wiedersehen Pet". Estuvieron disponibles cuando la BBC se hizo cargo de Elstree Studios y los estaba preparando para una nueva serie "East Enders". Además de los títulos, el Colegio impartió cursos cortos de grado. Se desconoce el origen de los equipos más antiguos, excepto que fueron donados por las emisoras de la época.
La BBC y la compañía ITV proporcionaron a la universidad grandes cantidades de cintas VTR de 5" con la condición de que se borrara todo rastro de su contenido original utilizando una máquina de desmagnetización.
El autor de esta parte de la entrada, relacionada con la Escuela de Televisión, es el Ingeniero (PJW Holland) responsable del mantenimiento de la instalación desde 1983 hasta 1987, sucediendo a Richard Doyle-Davidson y asistido por Gerry England.

### 2010 reubicación del campus
Se construyó un nuevo campus en Greenwich Peninsula, que se inauguró en septiembre de 2010. El nuevo campus está al lado de The O2, un distrito de entretenimiento en Greenwich Peninsula. Esto acerca a la universidad a las instituciones asociadas y las industrias con las que se relaciona. El edificio ganó un British Construction Industry Award en 2011.

## Programas académicos
Ravensbourne ofrece programas de pregrado, posgrado y educación complementaria que se imparten en una sola facultad con dos grupos principales de cursos, la "Escuela de diseño" y la "Escuela de pantalla".
A nivel de pregrado, existe un grado base, un grado de honor (para aquellos que han completado títulos básicos o equivalentes) y un título de grado. La provisión de posgrado disponible consta de cursos de maestría, cada uno de los cuales se puede estudiar en artes, diseño o en ciencias (según la materia). Se ofrece una gama de áreas temáticas dentro de las principales disciplinas de la moda, el diseño y la radiodifusión.
Dentro del área de Educación Superior, Ravensbourne ofrece el Diploma en Estudios Fundamentales para Arte y Diseño y Medios, así como el BTEC National Certificate en Arte y Diseño.

## Alumnos notables
- Brian Barnes, artista[15]
- Deirdre Borlase, artista[16]
- Dinos Chapman, artista[15][17]
- Maria Cornejo, diseñadora de moda[18]
- Beryl Dean Bordadora disruptiva[19]
- Rose Finn-Kelcey, artista[20]
- Nazaneen Ghaffar, presentador del tiempo, Sky News[21]
- Robert Hewison, erudito literario[15]
- Simon Hilton, director de cine y editor[15]
- Peter James, escritor y productor de cine[15][22][23]
- John Leckie, productor discográfico
- Anthony McCall, artista[24]
- Stella McCartney, diseñador de moda[15][25]
- Bruce Oldfield, diseñador de moda[15][25][26]
- Chris Orr, artista[15][27]
- Jay Osgerby (BarberOsgerby), diseñador de productos y muebles[15][28]
- Tim Pope, director de cine[15][29]
- Carol Tulloch, profesor de vestimenta, diáspora y transnacionalismo
- Ben Cormack, escritor e ilustrador
- Alison Wilding, escultora[15][30]
- Andrew Kötting, Artista y cineasta[15][31]
- Andi Osho, comediante[15][32]
- Clare Waight Keller, diseñadora de moda.[33]

## Académicos notables
- Jeremy Gardiner
- Armin Medosch